# Cynorta bromeliacia
Cynorta bromeliacia is een hooiwagen uit de familie Cosmetidae.